# Grand Prix de Voleibol de 2012
El Grand Prix de Voleibol de 2012 es la 20ª edición del torneo anual de voleibol femenino, organizado por la Federación Internacional de Voleibol (FIVB).
Celebrada por dieciséis equipos en dos fases, se llevó a cabo entre el 8 de junio y el 1 de julio. La final se llevó a cabo en Ningbo, China; con los siete mejores equipos clasificados en la ronda preliminar, además del país anfitrión.

## Primera fase
En la primera fase, los dieciséis equipos compitieron en nueve partidos de tres semanas divididos en grupos de cuatro equipos cada uno. Los siete equipos mejor situados en la tabla de posiciones clasificaron a la fase final. China se ha garantizado un lugar en la final por ser el anfitrión del evento, con seis equipos clasificados.

### Grupo A (Macau)
| Pos | Equipo      | PJ | PG | PP | SF | SC | DS | PTS |
| --- | ----------- | -- | -- | -- | -- | -- | -- | --- |
| 1   | China       | 3  | 3  | 0  | 9  | 2  | 7  | 9   |
| 2   | Tailandia   | 3  | 2  | 1  | 7  | 3  | 4  | 6   |
| 3   | Puerto Rico | 3  | 1  | 2  | 3  | 7  | -4 | 3   |
| 4   | Argentina   | 3  | 0  | 3  | 2  | 9  | -7 | 0   |

#### Resultados
| Fecha    | Hora  | Encuentro               | Resultado | Set   | Set   | Set   | Set   | Set | Puntuación total |
| Fecha    | Hora  | Encuentro               | Resultado | 1     | 2     | 3     | 4     | 5   | Puntuación total |
| -------- | ----- | ----------------------- | --------- | ----- | ----- | ----- | ----- | --- | ---------------- |
| 08-06-12 | 17:20 | Argentina - Tailandia   | 0-3       | 18:25 | 9:25  | 22:25 |       |     | 49:75            |
| 08-06-12 | 20:50 | China - Puerto Rico     | 3-0       | 25:15 | 25:19 | 25:16 |       |     | 75:50            |
| 09-06-12 | 14:50 | Puerto Rico - Tailandia | 0-3       | 21:25 | 20:25 | 22:25 |       |     | 63:75            |
| 09-06-12 | 17:20 | Argentina - China       | 1-3       | 25:23 | 18:25 | 22:25 | 18:25 |     | 83:98            |
| 10-06-12 | 12:50 | Argentina - Puerto Rico | 1-3       | 20:25 | 16:25 | 25:16 | 17:25 |     | 78:91            |
| 10-06-12 | 15:20 | China - Tailandia       | 3-1       | 18:25 | 25:20 | 25:18 | 25:19 |     | 93:82            |

### Grupo B (Santo Domingo)
| Pos | Equipo               | PJ | PG | PP | SF | SC | DS | PTS |
| --- | -------------------- | -- | -- | -- | -- | -- | -- | --- |
| 1   | Estados Unidos       | 3  | 3  | 0  | 9  | 1  | 8  | 9   |
| 2   | Alemania             | 3  | 2  | 1  | 7  | 3  | 4  | 6   |
| 3   | República Dominicana | 3  | 1  | 2  | 3  | 6  | -3 | 3   |
| 4   | China Taipéi         | 3  | 0  | 3  | 0  | 9  | -9 | 0   |

#### Resultados
| Fecha    | Hora  | Encuentro                             | Resultado | Set   | Set   | Set   | Set   | Set | Puntuación total |
| Fecha    | Hora  | Encuentro                             | Resultado | 1     | 2     | 3     | 4     | 5   | Puntuación total |
| -------- | ----- | ------------------------------------- | --------- | ----- | ----- | ----- | ----- | --- | ---------------- |
| 08-06-12 | 17:00 | Alemania - Estados Unidos             | 1-3       | 17:25 | 15:25 | 25:23 | 11:25 |     | 68:98            |
| 08-06-12 | 19:30 | República Dominicana - China Taipéi   | 3-0       | 25:23 | 25:19 | 25:18 |       |     | 75:60            |
| 09-06-12 | 17:00 | Estados Unidos - China Taipéi         | 3-0       | 25:10 | 25:22 | 25:12 |       |     | 75:44            |
| 09-06-12 | 19:30 | Alemania - República Dominicana       | 3-0       | 25:16 | 25:18 | 25:19 |       |     | 75:53            |
| 10-06-12 | 14:30 | China Taipéi - Alemania               | 0-3       | 11:25 | 15:25 | 15:25 |       |     | 41:75            |
| 10-06-12 | 17:00 | República Dominicana - Estados Unidos | 0-3       | 18:25 | 19:25 | 15:25 |       |     | 52:75            |

### Grupo C (Busan)
| Pos | Equipo        | PJ | PG | PP | SF | SC | DS | PTS |
| --- | ------------- | -- | -- | -- | -- | -- | -- | --- |
| 1   | Cuba          | 3  | 3  | 0  | 9  | 4  | 5  | 9   |
| 2   | Turquía       | 3  | 2  | 1  | 7  | 4  | 3  | 6   |
| 3   | Japón         | 3  | 1  | 2  | 4  | 7  | -3 | 3   |
| 4   | Corea del Sur | 3  | 0  | 3  | 4  | 9  | -5 | 1   |

#### Resultados
| Fecha    | Hora  | Encuentro               | Resultado | Set   | Set   | Set   | Set   | Set   | Puntuación total |
| Fecha    | Hora  | Encuentro               | Resultado | 1     | 2     | 3     | 4     | 5     | Puntuación total |
| -------- | ----- | ----------------------- | --------- | ----- | ----- | ----- | ----- | ----- | ---------------- |
| 08-06-12 | 13:30 | Japón - Turquía         | 0-3       | 19:25 | 21:25 | 21:25 |       |       | 61:75            |
| 08-06-12 | 16:00 | Corea del Sur - Cuba    | 2-3       | 25:23 | 25:27 | 18:25 | 23:25 | 11:15 | 104:112          |
| 09-06-12 | 14:00 | Corea del Sur - Turquía | 1-3       | 18:25 | 25:22 | 21:25 | 14:25 |       | 78:97            |
| 09-06-12 | 16:30 | Japón - Cuba            | 1-3       | 20:25 | 25:20 | 18:25 | 20:25 |       | 83:95            |
| 10-06-12 | 14:00 | Corea del Sur - Japón   | 1-3       | 19:25 | 25:23 | 19:25 | 22:25 |       | 85:98            |
| 10-06-12 | 16:30 | Cuba - Turquía          | 3-1       | 25:20 | 21:25 | 25:17 | 25:20 |       | 96:82            |

### Grupo D (Lodz)
| Pos | Equipo  | PJ | PG | PP | SF | SC | DS | PTS |
| --- | ------- | -- | -- | -- | -- | -- | -- | --- |
| 1   | Brasil  | 3  | 3  | 0  | 9  | 6  | 3  | 6   |
| 2   | Serbia  | 3  | 1  | 2  | 7  | 6  | 1  | 5   |
| 3   | Italia  | 3  | 1  | 2  | 5  | 7  | -2 | 4   |
| 4   | Polonia | 1  | 1  | 0  | 3  | 2  | 1  | 2   |

#### Resultados
| Fecha    | Hora  | Encuentro        | Resultado | Set   | Set   | Set   | Set   | Set   | Puntuación total |
| Fecha    | Hora  | Encuentro        | Resultado | 1     | 2     | 3     | 4     | 5     | Puntuación total |
| -------- | ----- | ---------------- | --------- | ----- | ----- | ----- | ----- | ----- | ---------------- |
| 08-06-12 | 17:30 | Italia - Brasil  | 2-3       | 25:18 | 22:25 | 21:25 | 25:20 | 6:15  | 99:103           |
| 08-06-12 | 20:00 | Polonia - Serbia | 3-2       | 24:26 | 25:22 | 20:25 | 25:16 | 15:10 | 109:99           |
| 09-06-12 | 12:30 | Serbia - Brasil  | 2-3       | 25:21 | 18:25 | 23:25 | 25:23 | 5:15  | 96:109           |
| 09-06-12 | 15:00 | Polonia - Italia | 1-3       | 22:25 | 25:23 | 20:25 | 29:31 |       | 96:104           |
| 10-06-12 | 17:30 | Italia - Serbia  | 0-3       | 18:25 | 14:25 | 23:25 |       |       | 55:75            |
| 10-06-12 | 20:00 | Polonia - Brasil | 2-3       | 15:25 | 13:25 | 25:23 | 25:22 | 10:15 | 88:110           |

### Grupo E (São Bernardo do Campo)
| Pos | Equipo         | PJ | PG | PP | SF | SC | PTS |
| --- | -------------- | -- | -- | -- | -- | -- | --- |
| 1   | Estados Unidos | 3  | 3  | 0  | 9  | 1  | 9   |
| 2   | Brasil         | 3  | 2  | 1  | 7  | 6  | 5   |
| 3   | Alemania       | 3  | 1  | 2  | 4  | 6  | 3   |
| 4   | Italia         | 3  | 0  | 3  | 2  | 9  | 1   |

#### Resultados
| Fecha    | Hora  | Encuentro                 | Resultado | Set   | Set   | Set   | Set   | Set   | Puntuación total |
| Fecha    | Hora  | Encuentro                 | Resultado | 1     | 2     | 3     | 4     | 5     | Puntuación total |
| -------- | ----- | ------------------------- | --------- | ----- | ----- | ----- | ----- | ----- | ---------------- |
| 15-06-12 | 18:20 | Italia - Estados Unidos   | 0-3       | 25:27 | 20:25 | 17:25 |       |       | 62:77            |
| 15-06-12 | 20:20 | Brasil - Alemania         | 3-1       | 18:25 | 25:14 | 25:18 | 26:24 |       | 94:81            |
| 16-06-12 | 18:20 | Estados Unidos - Alemania | 3-0       | 25:23 | 25:23 | 25:17 |       |       | 75:63            |
| 16-06-12 | 20:20 | Brasil - Italia           | 3-2       | 26:24 | 14:25 | 25:15 | 24:26 | 16:14 | 105:104          |
| 17-06-12 | 13:20 | Brasil - Estados Unidos   | 1-3       | 25:20 | 18:25 | 18:25 | 23:25 |       | 84:95            |
| 17-06-12 | 15:20 | Alemania - Italia         | 3-0       | 30:28 | 25:13 | 26:24 |       |       | 81:65            |

### Grupo F (Komaki)
| Pos | Equipo               | PJ | PG | PP | SF | SC | PTS |
| --- | -------------------- | -- | -- | -- | -- | -- | --- |
| 1   | Tailandia            | 3  | 3  | 0  | 9  | 3  | 8   |
| 2   | Japón                | 3  | 2  | 1  | 8  | 3  | 7   |
| 3   | Puerto Rico          | 3  | 1  | 2  | 3  | 9  | 2   |
| 4   | República Dominicana | 3  | 0  | 3  | 2  | 9  | 1   |

#### Resultados
| Fecha    | Hora  | Encuentro                          | Resultado | Set   | Set   | Set   | Set   | Set   | Puntuación total |
| Fecha    | Hora  | Encuentro                          | Resultado | 1     | 2     | 3     | 4     | 5     | Puntuación total |
| -------- | ----- | ---------------------------------- | --------- | ----- | ----- | ----- | ----- | ----- | ---------------- |
| 15-06-12 | 15:20 | Tailandia - Puerto Rico            | 3-1       | 25:18 | 19:25 | 25:11 | 25:19 |       | 94:73            |
| 15-06-12 | 18:20 | Japón - República Dominicana       | 3-0       | 25:17 | 25:13 | 25:18 |       |       | 75:48            |
| 16-06-12 | 15:20 | República Dominicana - Tailandia   | 0-3       | 14:25 | 22:25 | 19:25 |       |       | 55:75            |
| 16-06-12 | 18:20 | Japón - Puerto Rico                | 3-0       |       | 25:20 | 25:18 | 25:16 |       | 75:54            |
| 17-06-12 | 15:00 | República Dominicana - Puerto Rico | 2-3       | 19:25 | 25:21 | 23:25 | 25:21 | 12:15 | 104:107          |
| 17-06-12 | 18:00 | Japón - Tailandia                  | 2-3       | 15:25 | 25:16 | 25:22 | 19:25 | 16:18 | 100:106          |

### Grupo G (Foshan)
| Pos | Equipo        | PJ | PG | PP | SF | SC | PTS |
| --- | ------------- | -- | -- | -- | -- | -- | --- |
| 1   | China         | 3  | 3  | 0  | 9  | 0  | 9   |
| 2   | Polonia       | 3  | 2  | 1  | 6  | 3  | 6   |
| 3   | Corea del Sur | 3  | 1  | 2  | 3  | 7  | 3   |
| 4   | China Taipéi  | 3  | 0  | 3  | 1  | 9  | 0   |

#### Resultados
| Fecha    | Hora  | Encuentro                    | Resultado | Set   | Set   | Set   | Set   | Set | Puntuación total |
| Fecha    | Hora  | Encuentro                    | Resultado | 1     | 2     | 3     | 4     | 5   | Puntuación total |
| -------- | ----- | ---------------------------- | --------- | ----- | ----- | ----- | ----- | --- | ---------------- |
| 15-06-12 | 16:00 | Corea del Sur - Polonia      | 0-3       | 17:25 | 16:25 | 22:25 |       |     | 55:75            |
| 15-06-12 | 19:30 | China - China Taipéi         | 3-0       | 25:13 | 25:17 | 25:19 |       |     | 75:49            |
| 16-06-12 | 16:00 | China Taipéi - Polonia       | 0-3       | 10:25 | 24:26 | 19:25 |       |     | 53:76            |
| 16-06-12 | 19:30 | China - Corea del Sur        | 3-0       |       | 25:22 | 25:16 | 25:18 |     | 75:56            |
| 17-06-12 | 16:00 | China Taipéi - Corea del Sur | 1-3       | 21:25 | 29:27 | 20:25 | 20:25 |     | 90:102           |
| 17-06-12 | 19:30 | China - Polonia              | 3-0       | 25:19 | 25:17 | 29:27 |       |     | 79:63            |

### Grupo H (Belgrade)
| Pos | Equipo    | PJ | PG | PP | SF | SC | PTS |
| --- | --------- | -- | -- | -- | -- | -- | --- |
| 1   | Turquía   | 3  | 3  | 0  | 9  | 3  | 9   |
| 2   | Cuba      | 3  | 2  | 1  | 6  | 3  | 6   |
| 3   | Serbia    | 3  | 1  | 2  | 4  | 7  | 3   |
| 4   | Argentina | 3  | 0  | 3  | 2  | 9  | 0   |

#### Resultados
| Fecha    | Hora  | Encuentro           | Resultado | Set   | Set   | Set   | Set   | Set   | Puntuación total |
| Fecha    | Hora  | Encuentro           | Resultado | 1     | 2     | 3     | 4     | 5     | Puntuación total |
| -------- | ----- | ------------------- | --------- | ----- | ----- | ----- | ----- | ----- | ---------------- |
| 15-06-12 | 16:50 | Serbia - Argentina  | 3-1       | 25:23 | 23:25 | 25:22 | 25:17 |       | 98:87            |
| 15-06-12 | 20:05 | Cuba - Turquía      | 1-3       | 16:25 | 25:20 | 20:25 | 20:25 |       | 81:95            |
| 16-06-12 | 17:20 | Cuba - Serbia       | 3-0       | 25:14 | 25:15 | 25:17 |       |       | 75:46            |
| 16-06-12 | 20:05 | Turquía - Argentina | 3-1       |       | 25:15 | 25:20 | 21:25 | 25:15 | 96:75            |
| 17-06-12 | 17:20 | Serbia - Turquía    | 1-3       | 21:25 | 25:16 | 22:25 | 21:25 |       | 89:91            |
| 17-06-12 | 20:05 | Argentina - Cuba    | 0-3       | 16:25 | 19:25 | 19:25 |       |       | 54:75            |

### Grupo I (Osaka)
| Pos | Equipo        | PJ | PG | PP | SF | SC | PTS |
| --- | ------------- | -- | -- | -- | -- | -- | --- |
| 1   | Alemania      | 3  | 3  | 0  | 9  | 2  | 9   |
| 2   | Turquía       | 3  | 2  | 1  | 7  | 5  | 6   |
| 3   | Japón         | 3  | 1  | 2  | 5  | 6  | 3   |
| 4   | Corea del Sur | 3  | 0  | 3  | 1  | 9  | 0   |

#### Resultados
| Fecha    | Hora  | Encuentro                | Resultado | Set   | Set   | Set   | Set   | Set | Puntuación total |
| Fecha    | Hora  | Encuentro                | Resultado | 1     | 2     | 3     | 4     | 5   | Puntuación total |
| -------- | ----- | ------------------------ | --------- | ----- | ----- | ----- | ----- | --- | ---------------- |
| 22-06-12 | 15:20 | Corea del Sur - Turquía  | 1-3       | 18:25 | 26:28 | 25:20 | 13:25 |     | 82:98            |
| 22-06-12 | 18:20 | Japón - Alemania         | 1-3       | 22:25 | 12:25 | 25:17 | 16:25 |     | 75:92            |
| 23-06-12 | 15:20 | Alemania - Corea del Sur | 3-0       | 25:10 | 25:14 | 25:20 |       |     | 75:44            |
| 23-06-12 | 18:20 | Japón - Turquía          | 1-3       | 25:23 | 14:25 | 21:25 | 17:25 |     | 77:98            |
| 24-06-12 | 15:00 | Alemania - Turquía       | 3-1       | 24:26 | 25:17 | 25:18 | 25:15 |     | 99:76            |
| 24-06-12 | 18:00 | Japón - Corea del Sur    | 3-0       | 25:22 | 25:20 | 27:25 |       |     | 77:67            |

### Grupo J (Bangkok)
| Pos | Equipo         | PJ | PG | PP | SF | SC | PTS |
| --- | -------------- | -- | -- | -- | -- | -- | --- |
| 1   | Estados Unidos | 3  | 3  | 0  | 9  | 0  | 9   |
| 2   | Tailandia      | 3  | 2  | 1  | 6  | 4  | 6   |
| 3   | Serbia         | 3  | 1  | 2  | 4  | 6  | 3   |
| 4   | Argentina      | 3  | 0  | 3  | 0  | 9  | 0   |

#### Resultados
| Fecha    | Hora  | Encuentro                  | Resultado | Set   | Set   | Set   | Set   | Set | Puntuación total |
| Fecha    | Hora  | Encuentro                  | Resultado | 1     | 2     | 3     | 4     | 5   | Puntuación total |
| -------- | ----- | -------------------------- | --------- | ----- | ----- | ----- | ----- | --- | ---------------- |
| 22-06-12 | 13:50 | Serbia - Estados Unidos    | 0-3       | 19:25 | 23:25 | 18:25 |       |     | 60:75            |
| 22-06-12 | 16:20 | Tailandia - Argentina      | 3-0       | 25:15 | 25:16 | 25:13 |       |     | 75:44            |
| 23-06-12 | 13:50 | Estados Unidos - Argentina | 3-0       | 25:23 | 25:17 | 25:12 |       |     | 75:52            |
| 23-06-12 | 16:20 | Serbia - Tailandia         | 1-3       | 25:12 | 16:25 | 19:25 | 21:25 |     | 81:87            |
| 24-06-12 | 13:50 | Argentina - Serbia         | 0-3       | 16:25 | 22:25 | 24:26 |       |     | 62:76            |
| 24-06-12 | 16:20 | Estados Unidos - Tailandia | 3-0       | 25:16 | 25:17 | 25:7  |       |     | 75:40            |

### Grupo K (Luohe)
| Pos | Equipo      | PJ | PG | PP | SF | SC | PTS |
| --- | ----------- | -- | -- | -- | -- | -- | --- |
| 1   | Brasil      | 3  | 3  | 0  | 9  | 2  | 8   |
| 2   | Cuba        | 3  | 1  | 2  | 7  | 6  | 5   |
| 3   | China       | 3  | 2  | 1  | 6  | 6  | 5   |
| 4   | Puerto Rico | 3  | 0  | 3  | 1  | 9  | 0   |

#### Resultados
| Fecha    | Hora  | Encuentro            | Resultado | Set   | Set   | Set   | Set   | Set  | Puntuación total |
| Fecha    | Hora  | Encuentro            | Resultado | 1     | 2     | 3     | 4     | 5    | Puntuación total |
| -------- | ----- | -------------------- | --------- | ----- | ----- | ----- | ----- | ---- | ---------------- |
| 22-06-12 | 16:00 | China - Puerto Rico  | 3-1       | 25:16 | 25:27 | 25:11 | 25:13 | 1:31 | 100:67           |
| 22-06-12 | 19:30 | Cuba - Brasil        | 2-3       | 31:29 | 18:25 | 19:25 | 26:24 | 8:15 | 102:118          |
| 23-06-12 | 16:00 | China - Cuba         | 3-2       | 22:25 | 25:16 | 25:22 | 23:25 | 15:9 | 110:97           |
| 23-06-12 | 19:30 | Puerto Rico - Brasil | 0-3       | 17:25 | 12:25 | 19:25 |       |      | 48:75            |
| 24-06-12 | 16:00 | Cuba - Puerto Rico   | 3-0       | 25:17 | 25:17 | 25:21 |       |      | 75:55            |
| 24-06-12 | 19:30 | China - Brasil       | 0-3       | 20:25 | 22:25 | 19:25 |       |      | 61:75            |

### Grupo L (Kaohsiung)
| Pos | Equipo               | PJ | PG | PP | SF | SC | PTS |
| --- | -------------------- | -- | -- | -- | -- | -- | --- |
| 1   | Italia               | 3  | 3  | 0  | 9  | 3  | 8   |
| 2   | Polonia              | 3  | 2  | 1  | 8  | 4  | 7   |
| 3   | República Dominicana | 3  | 1  | 2  | 4  | 7  | 3   |
| 4   | China Taipéi         | 3  | 0  | 3  | 2  | 9  | 0   |

#### Resultados
| Fecha    | Hora  | Encuentro                           | Resultado | Set   | Set   | Set   | Set   | Set   | Puntuación total |
| Fecha    | Hora  | Encuentro                           | Resultado | 1     | 2     | 3     | 4     | 5     | Puntuación total |
| -------- | ----- | ----------------------------------- | --------- | ----- | ----- | ----- | ----- | ----- | ---------------- |
| 22-06-12 | 16:00 | Italia - República Dominicana       | 3-1       | 25:20 | 25:17 | 25:27 | 25:21 |       | 100:85           |
| 22-06-12 | 19:30 | China Taipéi - Polonia              | 1-3       | 16:25 | 25:22 | 20:25 | 21:25 |       | 82:97            |
| 23-06-12 | 17:00 | China Taipéi - Italia               | 0-3       | 10:25 | 13:25 | 17:25 |       |       | 40:75            |
| 23-06-12 | 19:00 | Polonia - República Dominicana      | 3-0       | 25:16 | 25:19 | 25:14 |       |       | 75:49            |
| 24-06-12 | 17:00 | China Taipéi - República Dominicana | 1-3       | 18:25 | 25:21 | 18:25 | 22:25 |       | 83:96            |
| 24-06-12 | 19:00 | Italia - Polonia                    | 3-2       | 23:25 | 20:25 | 26:24 | 25:23 | 15:13 | 109:110          |

### Clasificación general
| Pos | Equipo               | PJ | PG | PP | SF | SC | DS  | PTS |
| --- | -------------------- | -- | -- | -- | -- | -- | --- | --- |
| 1   | Estados Unidos       | 9  | 9  | 0  | 27 | 2  | 25  | 27  |
| 2   | China                | 9  | 8  | 1  | 24 | 8  | 16  | 23  |
| 3   | Turquía              | 9  | 7  | 2  | 23 | 12 | 11  | 21  |
| 4   | Tailandia            | 9  | 7  | 2  | 22 | 10 | 12  | 20  |
| 5   | Brasil               | 9  | 8  | 1  | 25 | 14 | 11  | 19  |
| 6   | Cuba                 | 9  | 6  | 3  | 23 | 13 | 10  | 19  |
| 7   | Alemania             | 9  | 6  | 3  | 20 | 11 | 9   | 18  |
| 8   | Polonia              | 9  | 5  | 4  | 20 | 15 | 5   | 16  |
| 9   | Japón                | 9  | 4  | 5  | 17 | 16 | 1   | 13  |
| 10  | Italia               | 9  | 4  | 5  | 16 | 19 | -3  | 13  |
| 11  | Serbia               | 9  | 3  | 6  | 15 | 19 | -4  | 11  |
| 12  | República Dominicana | 9  | 2  | 7  | 9  | 21 | -12 | 7   |
| 13  | Puerto Rico          | 9  | 2  | 7  | 8  | 24 | -16 | 5   |
| 14  | Corea del Sur        | 9  | 1  | 8  | 8  | 25 | -17 | 4   |
| 15  | Argentina            | 9  | 0  | 9  | 4  | 27 | -23 | 0   |
| 16  | China Taipéi         | 9  | 0  | 9  | 3  | 27 | -24 | 0   |

| – | Clasificado para competir en la fase final. |
| – | Eliminado para competir en la fase final.   |

## Fase final
La fase final del Gran Prix 2012 se celebró en Ningbo, China, entre el 27 de junio al 1 de julio. Los seis equipos clasificados se enfrentaron en un único grupo todos contra todos, resultando vencedor (por quinta vez) el equipo estadounidense.

### Grupo Único
| Pos | Equipo         | PJ | PG | PP | SF | SC | DS | PTS |
| --- | -------------- | -- | -- | -- | -- | -- | -- | --- |
| 1   | Estados Unidos | 4  | 4  | 0  | 12 | 4  | 8  | 11  |
| 2   | Brasil         | 4  | 3  | 1  | 11 | 4  | 7  | 10  |
| 3   | Turquía        | 3  | 2  | 1  | 7  | 4  | 3  | 6   |
| 4   | China          | 3  | 1  | 2  | 6  | 6  | 0  | 4   |
| 5   | Tailandia      | 4  | 1  | 3  | 5  | 11 | -6 | 2   |
| 6   | Cuba           | 3  | 0  | 3  | 0  | 9  | -9 | 0   |

#### Resultados
| Fecha    | Hora  | Encuentro                  | Resultado | Set   | Set   | Set   | Set   | Set   | Puntuación total |
| Fecha    | Hora  | Encuentro                  | Resultado | 1     | 2     | 3     | 4     | 5     | Puntuación total |
| -------- | ----- | -------------------------- | --------- | ----- | ----- | ----- | ----- | ----- | ---------------- |
| 27-06-12 | 13:00 | Brasil - Estados Unidos    | 2-3       | 19:25 | 20:25 | 25:20 | 25:13 | 13:15 | 102:98           |
| 27-06-12 | 15:30 | Tailandia - Turquía        | 1-3       | 22:25 | 21:25 | 25:20 | 24:26 |       | 92:96            |
| 27-06-12 | 19:30 | China - Cuba               | 3-0       | 25:22 | 25:22 | 25:17 |       |       | 75:61            |
| 28-06-12 | 13:00 | Estados Unidos - Tailandia | 3-1       | 25:18 | 27:25 | 18:25 | 25:18 |       | 95:86            |
| 28-06-12 | 15:30 | Cuba - Turquía             | 0-3       | 23:25 | 9:25  | 20:25 |       |       | 52:75            |
| 28-06-12 | 19:30 | China - Brasil             | 1-3       | 21:25 | 25:21 | 19:25 | 18:25 |       | 93:96            |
| 29-06-12 | 13:00 | Brasil - Cuba              | 3-0       | 25:17 | 25:12 | 25:14 |       |       | 75:43            |
| 29-06-12 | 15:30 | Turquía - Estados Unidos   | 1-3       | 18:25 | 23:25 | 25:21 | 20:25 |       | 86:96            |
| 29-06-12 | 19:30 | China - Tailandia          | 2-3       | 25:21 | 22:25 | 32:34 | 25:21 | 13:15 | 117:116          |
| 30-06-12 | 13:00 | Brasil - Tailandia         | 3-0       | 25:20 | 25:23 | 25:14 |       |       | 75:57            |
| 30-06-12 | 15:30 | Cuba - Estados Unidos      | 0-3       | 14:25 | 24:26 | 14:25 |       |       | 52:76            |
| 30-06-12 | 19:30 | China - Turquía            | 1-3       | 26:24 | 22:25 | 23:25 | 21:25 |       | 92-99            |
| 01-07-12 | 13:00 | Turquía - Brasil           | 1-3       | 21:25 | 25:23 | 20:25 | 15-25 |       | 81-98            |
| 01-07-12 | 15:30 | Tailandia - Cuba           | 3-0       | 25:22 | 30:28 | 25-23 |       |       | 80-73            |
| 01-07-12 | 19:30 | China - Estados Unidos     | 0-3       | 24:26 | 21:25 | 25:27 |       |       | 70-78            |